# Palimpsesto

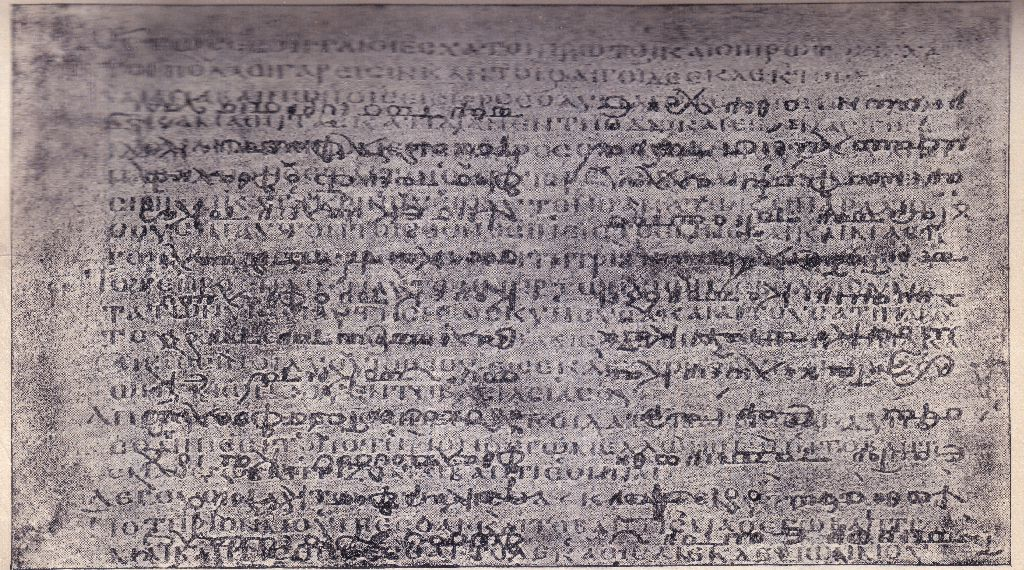
Codex Ephraemi Rescriptus de la Biblioteca Nacional de Francia.

Un palimpsesto, del griego antiguo παλίμψηστον, que significa «grabado nuevamente», compuesto por πάλιν (palin: otra vez) y ψάειν (psaein: grabar), es un manuscrito que conserva huellas de otra escritura anterior en la misma superficie, pero borrada expresamente para dar lugar a la que ahora existe.
Esta práctica de economía es muy antigua, pero se hizo frecuente en especial a partir del siglo VII, a causa de las dificultades que entonces empezaron a surgir en el comercio del papiro egipcio, y se prolongó durante los cinco siglos siguientes a causa de lo costoso y escaso que era el pergamino y lo laborioso que era disponerlo para un uso apropiado, así como por la falta de papel, invento que no se conocía entonces y tardó mucho tiempo en ser conocido y utilizado. Por ello se borraba el texto raspando la tinta con pumita (piedra pómez) y se volvía a escribir encima, aunque  sobre el pergamino o la vitela siempre quedaban restos de escritura poco visibles.
A partir del siglo XIX, algunos eruditos y filólogos consiguieron restaurar la escritura antigua desaparecida de los palimpsestos, por medio de técnicas especiales. En la antigüedad eran comunes la aplicación de tintura de agallas mediante un pincel o la denominada tintura de Jaubert, a base de bisulfato de amonio, el uso de reactivos químicos y, en la actualidad, de modo menos agresivo, la lectura y subsecuente transcripción mediante el uso de distintas variedades de luz que permiten identificar los textos borrados sin erosionar físicamente el documento.
Hay multitud de manuscritos de este tipo como, por ejemplo, los de la Biblioteca del Congreso de los Estados Unidos.Uno de los más célebres palimpsestos es el que descubrió Barthold Georg Niebuhr en Verona en 1816. Contenía las Institutiones del célebre jurisconsulto romano Gayo, imperfectamente raspadas para escribir encima las obras de San Jerónimo. Después, en 1822, el cardenal milanés Angelo Mai encontró, bajo la escritura de diversos palimpsestos, numerosos fragmentos de autores antiguos, como Homero, Símaco, Dion Casio, cartas de Antonino y Marco Aurelio, el De re publica, de Cicerón, y, en 1853, gran número de fragmentos de los Santos Padres.
Una actividad similar, conocida como pentimento (arrepentimiento), ha ocurrido en obras pictóricas y en escultura.

## Arqueología
En arqueología, un palimpsesto se refiere a una superposición de actividades sucesivas, cuyos vestigios materiales se destruyen parcialmente o se reprocesan debido al proceso de superposición.

## Arquitectura

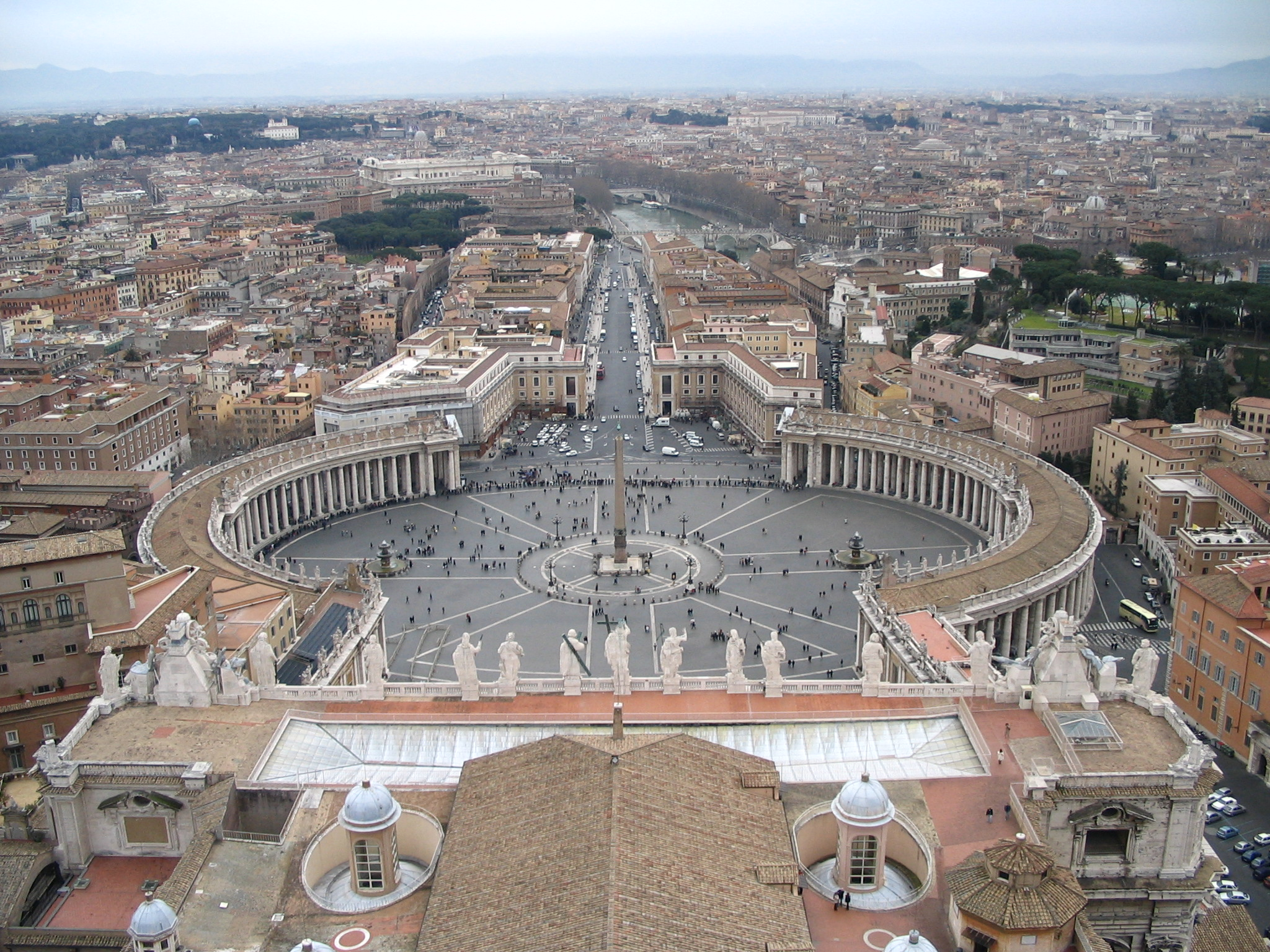
Basílica de San Pedro.

A través de la historia se necesitó reciclar el suelo y, por lo tanto, también las obras arquitectónicas. Por ello el concepto del palimpsesto se puede aplicar a la arquitectura desprendiéndose en varios tipos, desde el reciclaje de la función y de los programas hasta el simbolismo de la obra en sí a través del tiempo, reutilizando la estructura o el sitio donde se haya implantado la obra. 
El ejemplo más claro puede ser la basílica de San Pedro, donde varios artistas y arquitectos fueron colocando su impronta en cada proyecto, por encargo de una misma obra, o las refacciones, adhesiones de la obra ya comenzada y concluyendo en una superposición de lenguaje arquitectónico, manteniendo función, simbolismo y territorio.
Siguiendo el mismo concepto, el lenguaje arquitectónico puede trasladarse a otros territorios donde ya había un lenguaje establecido y que, por diferentes motivos, el nuevo lenguaje se impone sobre el primitivo, como en el caso de la colonización, y lo que conlleva: la transculturación, la tecnología y el pensamiento.

## Geología
En geología se denomina palimpsesto a un cauce cuyo patrón de drenaje ha sido modificado súbitamente (en relación con el tiempo geológico), de modo que, como resultado del proceso, persisten evidencias de ambos patrones.